# M22 (amas globulaire)
Pour les articles homonymes, voir M22.
M22 (NGC 6656) est un amas globulaire situé dans la constellation du Sagittaire à environ 10 450 a.l. (3,2 kpc) du Soleil et à 16 000 a.l. (4,9 kpc) du centre de la Voie lactée.

## Histoire
C'est l'astronome allemand Johann Abraham Ihle qui a découvert le premier amas globulaire, M22, en 1665. De nombreux astronomes ont par la suite observé cet amas, dont Edmond Halley en 1715 et Nicolas-Louis de Lacaille le 6 avril 1752. Halley a écrit qu'il semblerait que cet amas a été découvert par Ihle alors qu'il tentait d'observer Saturne à l'aphélie. Ce n'est pas par hasard, car il s'agit d'une particularité intéressante de l'amas, il est situé près de l'écliptique et les conjonctions avec les planètes du système solaire sont souvent remarquables. Charles Messier a inclus l'amas dans son catalogue le 5 juin 1764 en le décrivant comme une nébuleuse située entre la tête et l'arc du Sagittaire près d'une étoile de magnitude 7.
C'est à William Herschel que revient l'honneur d'avoir découvert la nature de M22 le 4 juillet 1783. Il décrit son observation ainsi : « J'ai observé la nébuleuse découverte par Ihle en 1665 entre les étoiles Désignation de Flamsteed 25 et Sagittarii 26. Avec un petit télescope de Newton de 20 pieds et de puissance 200, l'amas est résolu en étoiles très petites et très rapprochées. Il doit en contenir des centaines. Avec une puissance de 350, je vois très clairement les étoiles. ». Herschel a observé l'amas à de nombreuses reprises entre les années 1783 et 1810, année où il a utilisé un télescope de 10 pieds. Il a décrit le centre de l'amas comme une région dense d'environ 4'. Le fils de William Herschel, John Herschel a aussi observé l'amas à plusieurs reprises entre les années 1826 et 1834. Il le décrit en 1834 comme un « amas globulaire remarquable, très brillant, très riche et très compressé, avec des étoiles de magnitude 11 à 15 ».
Finalement, John Dreyer a inscrit l'amas dans son catalogue sous la désignation NGC 6656 et reprenant les termes de John Herschel pour le décrire.
Une photographie de M22 a été réalisée par Heber Doust Curtis et elle a été publiée en 1918 dans le livre « Descriptions of 762 Nebulae and Clusters Photographed with the Crossley Reflector ». Il a aussi fait l'objet en 1930 d'une publication par Harlow Shapley, publication dans laquelle il affirme que l'amas contient environ 70 000 étoiles et que son noyau est dense. Depuis, en raison de sa proximité et aussi de l'importance de l'étude des géantes rouges dans l'élaboration du modèle l'évolution stellaire, M22 a fait l'objet d'une multitude d'études : le moteur de recherche Google Scholar liste environ 1970 articles scientifiques entre les années 1930 et 2023 et pour la seule année 2023 (de janvier à mai), 29 publications (la requête doit être «""M22" + "Globular cluster"» ce qui signifie les articles contenant exactement ces deux termes).

## Observation

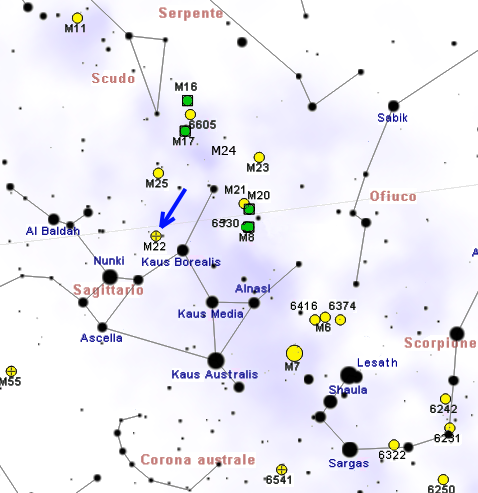
Localisation de M22 dans la constellation du Sagittaire.

À une distance d'environ 10 500 années-lumière, il est l'un des amas les plus rapprochés de la Terre. Son diamètre angulaire est de 32', légèrement supérieur à celui de la Lune, mais visuellement il n'est que de 17', ce qui correspond à une taille réelle d'environ 97 années-lumière. Avec une magnitude apparente de 5,1, l'amas est tout de même aisément visible à l'œil nu si on se trouve à des latitudes pas trop nordiques. M22 fait partie des quatre amas globulaires les plus brillants du ciel, plus brillant que l'amas d'Hercule (m = 5,8) et Omega Centauri (m = 5,3), mais surpassé par 47 Tucanae (m = 4,09).

## Caractéristiques
Selon de récentes mesures effectuées par le satellite Gaia (2019), la vitesse radiale héliocentrique de cet amas est égale à −147,76 ± 0,30 km/s,. William W. Harris indique une vitesse presque identique, soit −146,3 ± 0,2 km/s.
Cet amas est un peu allongé, ayant une ellipticité égale à 0,14.
Selon une étude publiée en 2010 par Duncan A. Forbes et Terry Bridges, la métallicité de M22 est égale à -1,49 et son âge est de 12,67 milliards d'années. Quatre valeurs de la métallicité comprises entre -1,69 et -1,95 sont indiquées sur Simbad. La valeur indiquée par Boyle et ses collègues ainsi que Harris est de -1,70. Une métallicité comprise entre -1,95 et -1,49 signifie que la concentration en fer de Messier 22 est comprise entre 10-1,95 (1,1%) et 10-1,49 (3,2%) de celle du Soleil. Après le Big Bang, l'Univers étant surtout composé d'hydrogène et d'hélium, la métallicité était pratiquement nulle. L'univers s'est progressivement enrichi en métaux (éléments plus lourds que l'hélium) grâce à la synthèse de ceux-ci dans le cœur des étoiles. La métallicité des amas du halo de la Voie lactée varie d'un centième (1%) à un dixième (10%) de la métallicité solaire, ce qui signifie que ces amas se décomposent en deux sous-groupes, les relativement jeunes et les vieux. Selon sa métallicité, M22 serait donc un vieil amas pauvre en métaux.

## Les étoiles de Messier 22

### Les étoiles variables
La recherche d'étoiles variables par Christine M. Clement et ses collègues a dénombré la détection de 43 objets dans le champ de M22. Des recherches subséquentes conduites jusqu'en 2014 ont produit 56 nouvelles découvertes incluant deux variables cataclysmiques et un événement de microlentille. Quatorze de ces objets sont des membres ou de possibles membres de M22, dont huit étoiles de type RR Lyrae, une binaire à contact et cinq variables semi-régulières. Une étude conduite dans le cadre du projet CASE (Cluster AgeS Experiment) a identifié 283 nouvelles étoiles variables de le champ de cet amas. De ce nombre, 39 nouvelles étoiles variables et 63 déjà connues sont membres ou probablement membres de M22, dont 20 de type SX Phoenicis, 10 de type RRab et 16 RRc, une de type BL-Her, 21 binaires à contact ainsi que neuf binaires à éclipses.

### Les pulsars
Messier 22 renferme au moins deux pulsars millisecondes, PSR J1836−2354A (M22A) un pulsar binaire et PSR (J1836−2354B (M22B) un pulsar isolé. 

### Trou noir
Dans une publication de la revue nature de 2012, des astronomes soutiennent la possibilité que deux sources radio à spectre continu soient des trous noirs dont les masses sont de 10 à 20 masses solaires. Les auteurs de cet article soutiennent aussi que M22 pourrait contenir de 5 à 100 trous noirs. De plus, selon une publication parue en 2018, M22 offre de bonnes chances de détecter un trou noir intermédiaire par effet de microlentille

### Nébuleuse planétaire
Une forte source infrarouge a été découverte par le satellite IRAS. Il s'agit de la nébuleuse planétaire IRAS 18333-2357. La contrepartie optique de cette source a été découverte en 1989. Il s'agit d'une paire d'étoiles séparées de 1,3" dont l'une est une petite nébuleuse planétaire. La composante sud de la paire est une étoile dont la température est approximativement de 50 000 K et elle illumine la nébuleuse plantéaire. Cette nébuleuse planétaire ne serait âgée que de 6000 ans. Il s'agit de l'une des quatre rares nébuleuses planétaires découvertes dans un amas globulaire de la Voie lactée, les trois autres étant M15, NGC 6641 et Palomar 6.

## Des planètes
Six objets de taille similaire à une planète qui ne sont pas en orbite autour d'une étoile ont été détectés dans M22. Ces objets ont été détectés par des effets de microlentille.

## Galerie

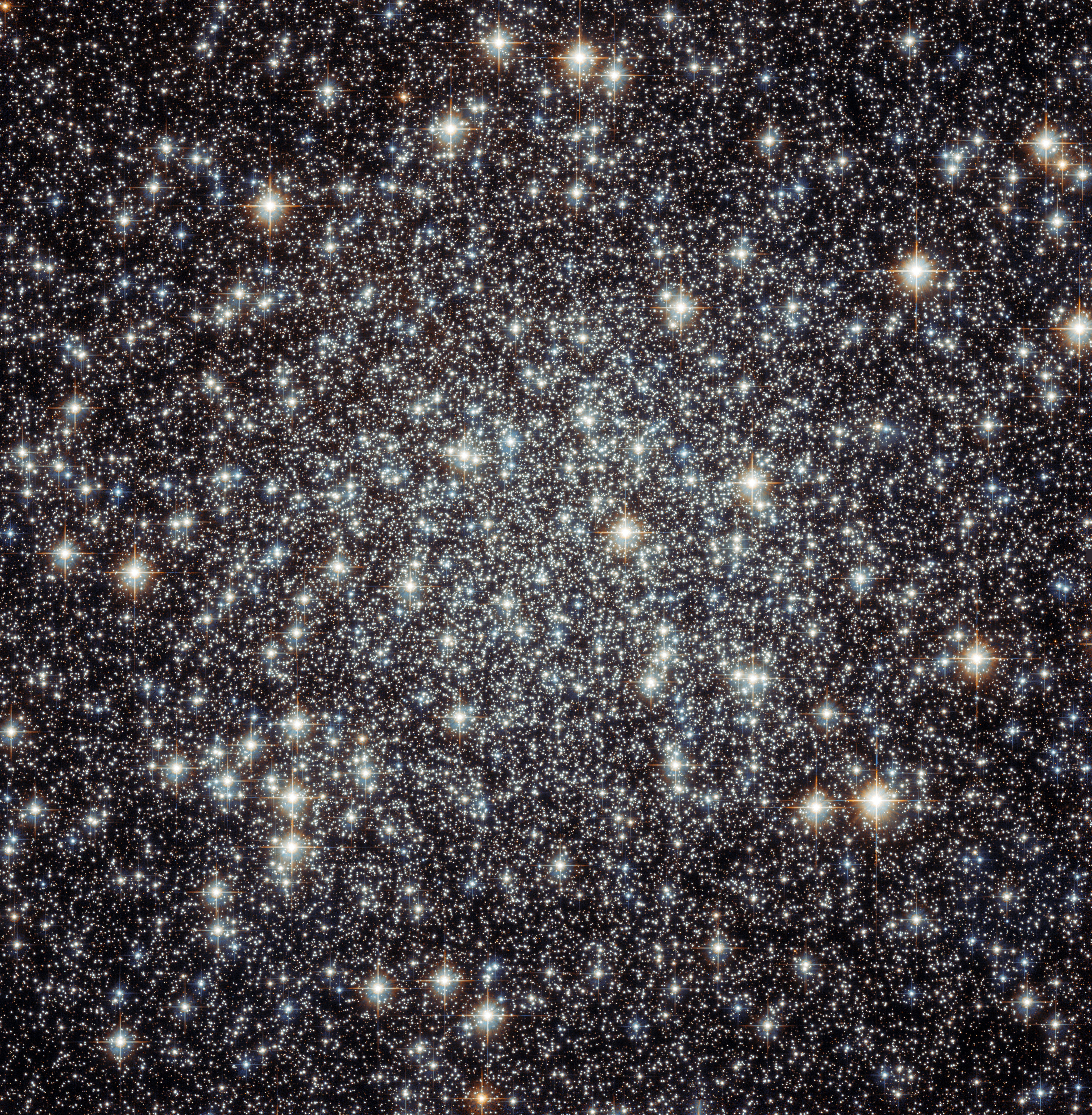
Le centre de l'amas globulaire M22 captées par le télescope spatial Hubble.
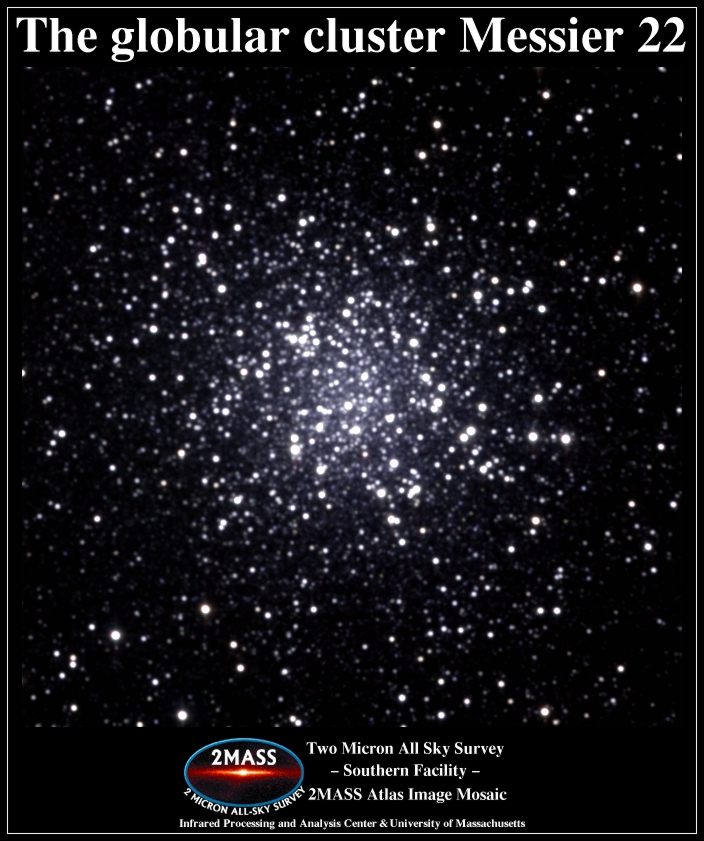
M22 en infrarouge par le relevé 2MASS.
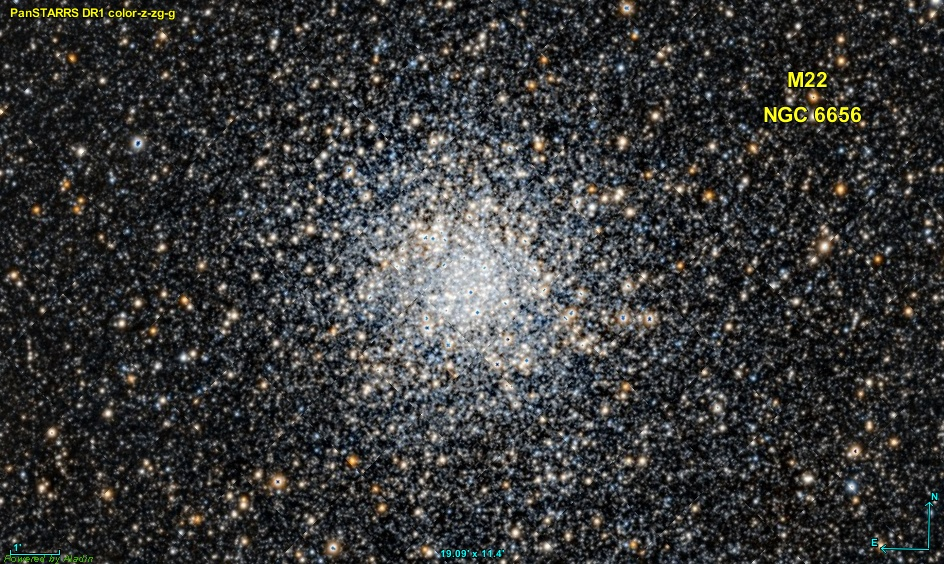
M22 en lumière visible par le relevé PanSTARRS.
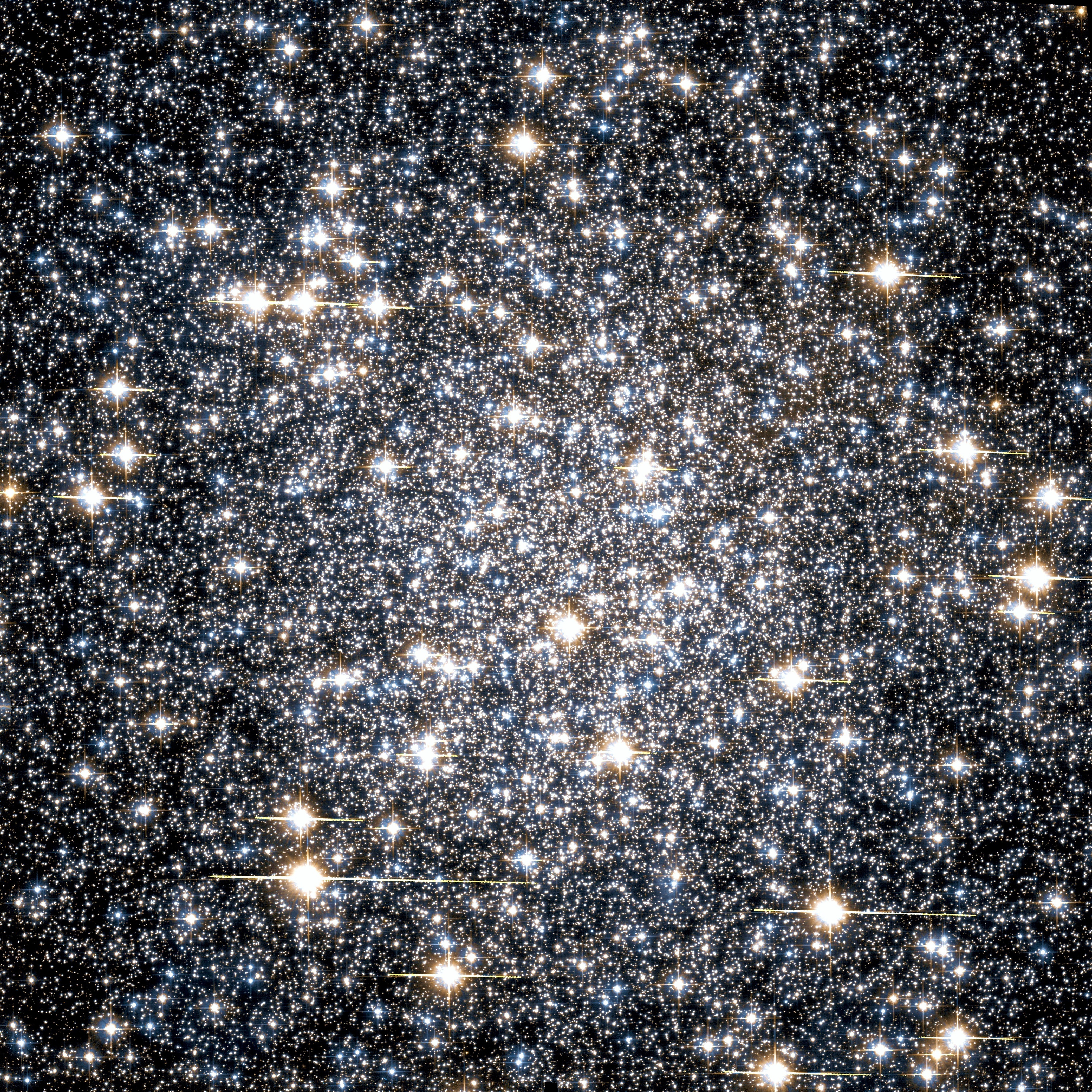
Autre image de M22 par le télescope spatial Hubble.